# Iglesia de la Sagrada Familia (Ramala)
La Iglesia de la Sagrada Familia (en árabe: كنيسة العائلة المقدسة ) es una iglesia católica de rito latino o romano localizada en  Ramala, en Cisjordania, Palestina.

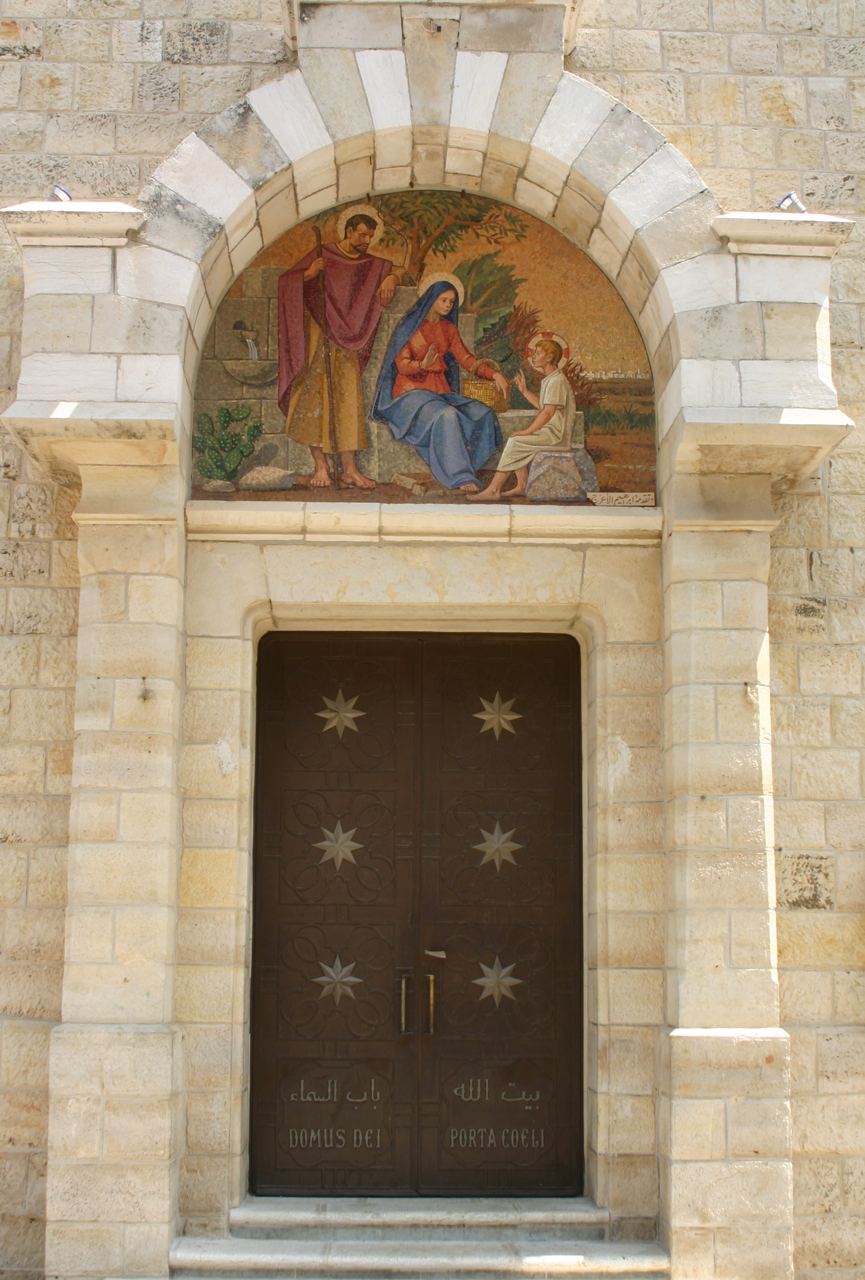
Vista de la entrada

Los católicos de rito latino se establecieron en Ramala después de que las Hermanas de San José y las del Rosario abrieron una escuela para niñas y un internado para chicos en la década de 1860-1870. Cuarenta niños se convierten al rito latino y pronto una cura, Pierre Cotta, celebran la misa en una casa en el barrio de Hatha. Él pide más adelante al patriarca latino, Mons Valerga la construcción de una iglesia, pero el permiso por parte las autoridades civiles solo llega cuarenta años más tarde. Hay 150 católicos en 1870, 242 en 1902. La construcción del templo actual empezó en 1913 con la autorización de las autoridades otomanas que entonces gobernaban el lugar. También se incluyó una rectoría, un convento para las monjas del Santo Rosario y una escuela (preparatoria ahora mixta).
Para 1981 el número de católicos de rito latino había ascendido a 1.100 feligreses.